# Трошкін Володимир Миколайович
Володи́мир Микола́йович Тро́шкін (нар. 28 вересня 1947, Єнакієве — пом. 5 липня 2020) — футболіст, заслужений майстер спорту, заслужений тренер України, заслужений працівник фізичної культури і спорту України (1998).

## Біографія
Володимир Трошкін народився 1947 повоєнного року в донбаському Єнакієвому.

### Трошкін у футболі
Головним захопленням був футбол. До заводської футбольної команди Володю привів батько, який, до речі, сам грав у футбол до сорока трьох років. За кілька років Трошкін-молодший вже захищав честь Єнакієвого на першості Донецької області. Тоді у двох лігах змагалося майже сімдесят команд.
Армійську службу відбував у спортивній роті, але згодом з'явився в київському СКА. Допоміг Володимир Терентійович Богданович, який тоді працював в армійському клубі. Саме він порекомендував Віктору Маслову звернути увагу на талановитого півзахисника. Трошкіна швидко зробили «міліціонером» і перевели до київського «Динамо». Через кілька місяців він дебютував за столичний клуб, зігравши 20 хвилин проти мінських одноклубників.

## Футбольні досягнення
Впродовж майже десятирічної ігрової кар'єри Трошкін вісім років відіграв у київському «Динамо». В його активі — 205 матчів та 21 гол. На прохання Андрія Біби допомагав дніпропетровському «Дніпру», відігравши 14 матчів. В європейських кубкових турнірах за «Динамо» зіграв 38 поєдинків, записавши на свій рахунок 4 голи.
Трошкін — володар Суперкубка Європи і Кубка володарів кубків (1975). Другий призер чемпіонату континенту (1972), третій призер Олімпіади-76, чемпіон Радянського Союзу 1971, 1974, 1975 та 1977 років, срібний призер чемпіонатів СРСР 1972, 1973 і 1976 (осінь), володар Кубка СРСР 1974. В офіційних списках «33 найкращих» першим був («за» — 186) у 1974 і 1975 роках, другим («за» — 186) — у 1976 році.
Почесний громадянин Єнакієвого.

## Нагороди
Нагороджений орденом «За заслуги» ІІІ (2004) і ІІ (2005) ступенів.